# George Laking

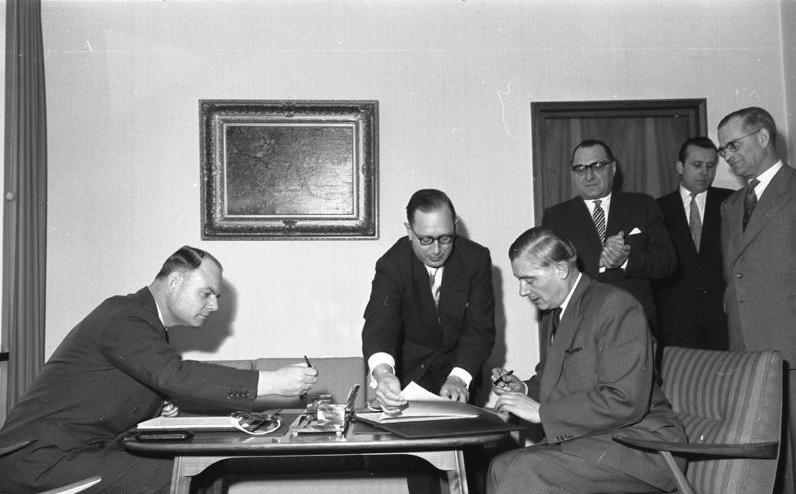
Laking (links) während der Unterzeichnung eines deutsch-neuseeländischem Handelsabkommen im Auswärtigen Amt.

George Robert Laking (* 15. Oktober 1912 in Auckland; † 10. Januar 2008) war ein neuseeländischer Diplomat. Nach dem Besuch der Schule in Auckland erhielt er seinen Abschluss von der Victoria University of Wellington. In seiner Karriere war er unter anderem von 1958 bis 1961 High Commissioner of New Zealand to the United Kingdom in London und von 1961 bis 1967 Botschafter in den USA. Außerdem war er von 1977 bis 1984 Chief Ombudsman.
| Personendaten    | Personendaten             |
| ---------------- | ------------------------- |
| NAME             | Laking, George            |
| ALTERNATIVNAMEN  | Laking, George Robert     |
| KURZBESCHREIBUNG | neuseeländischer Diplomat |
| GEBURTSDATUM     | 15. Oktober 1912          |
| GEBURTSORT       | Auckland                  |
| STERBEDATUM      | 10. Januar 2008           |